# ロマン・マリノフスキー

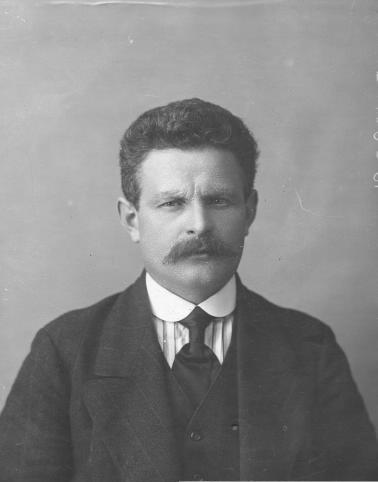
ロマン・マリノフスキー

ロマン・ヴァーツラヴォヴィチ・マリノフスキー（ロシア語: Роман Вацлавович Малиновский、英語: Roman Vatslavovich Malinovsky、1876年3月18日 - 1918年11月5日）は、ロシア帝国の革命家、政治家。ロシア革命以前はオフラーナ（ロシア帝国内務省警察部警備局）のスパイとして活動し、レーニンの信頼を得ていたことで知られる。

## 生涯
ポーランド系の家庭に生まれるが、幼くして家族を失う。1899年、窃盗と強盗の罪で有罪を宣告され、刑務所で服役した。1901年から1905年までは軍隊で兵士として服務した。

### オフラーナによる徴募とボリシェヴィキへの浸透

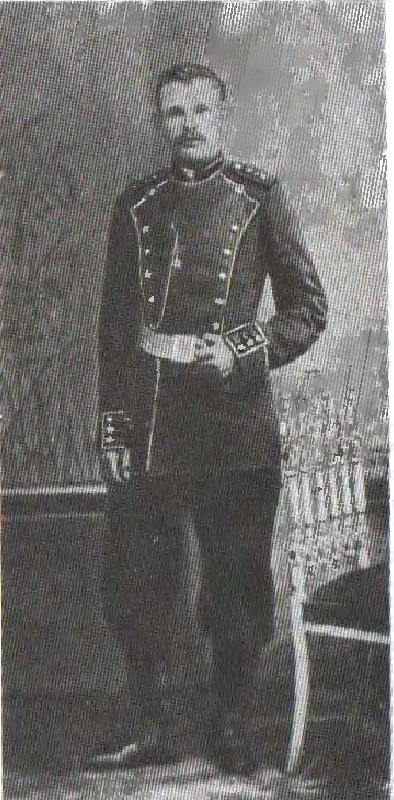
イズマイロフスキー近衛連隊に勤務するマリノフスキー(1905年)

1906年、マリノフスキーはロシア社会民主労働党に入党し、サンクトペテルブルクで金属労働者の組合に加わって働いた。1910年5月、オフラーナに逮捕されるがすぐに釈放され、オフラーナのスパイとしてボリシェヴィキ内部に浸透した。彼の目的は、ボリシェヴィキとメンシェヴィキの台頭を防ぐために両者を分裂させることだった。労働者出身で演説がうまい上に組織力に優れていたことから1912年にはウラジーミル・レーニンの推薦を得て、ボリシェビキ党中央委員会のメンバーとなった。同年、マリノフスキーは国会（ドゥーマ）の選挙でモスクワ県から立候補、労働者階級の支持を得て議員に当選、6名からなるボリシェヴィキ議員団を率いた。一方、マリノフスキーはオフラーナのスパイとして数名のボリシェヴィキ活動家の逮捕とシベリア流刑にも（彼らに知られることなく）加担した。ヨシフ・スターリン、ヤーコフ・スヴェルドロフはマリノフスキーがもたらした情報を元にオフラーナによって逮捕されている。

### レーニンによる支持と擁護
レーニンはマリノフスキーがドゥーマの議員に選出されたことについて、「我々は初めて、労働者階級から我々を代表する傑出したリーダーをドゥーマに送ることができた」と述べている。また、ボリシェビキが労働者出身の指導者を未だ欠いていたことからマリノフスキーの存在を重要視し、「困難は信じがたいほど大きいであろうが、このような人々によって、初めて真に労働者の党をつくることができる」と述べている。レーニンはマリノフスキーを信頼し、1913年にメンシェヴィキの指導者ユーリー・マルトフが最初にマリノフスキーをオフラーナのスパイとして糾弾したときも、これを信じることを頑なに拒否してマリノフスキーを擁護した。
1914年5月、マリノフスキーが二重生活のストレスから気まぐれな行動や深酒をするようになってきたことから、オフラーナはマリノフスキーの正体と任務が露呈してスキャンダルになることを恐れ、彼の解雇を決定した。マリノフスキーはドゥーマの議員を辞職し、オフラーナから6000ルーブルの一時金を与えられてロシアを出国した。
その後マリノフスキーは第一次世界大戦に出征して1915年に捕らえられ、ドイツ当局により捕虜収容所へ送られた。レーニンは依然としてマリノフスキーを信頼しており、マリノフスキーがドイツの捕虜収容所で他の捕虜に向けてボリシェヴィキの宣伝活動を開始すると、彼との文通を再開し、衣類を送り届けている。マリノフスキーがオフラーナのスパイであるという噂は彼がロシアを出国した直後から広まっていたが、レーニンはこれを否定し続け、1917年1月には「そういう嫌疑は全く馬鹿げている」と述べている。同年11月の十月革命後、オフラーナ解体に当たって秘密文書が調べられた結果、ついにマリノフスキーの正体が突き止められた際も、最初のうちは信じようとしなかった。

### 最期
マリノフスキーは1918年に釈放され、同年10月「革命のないところでは生きられない」としてロシアに帰国し、ペトログラード・ソビエト（Petrograd Soviet）に加わろうとしたが、グリゴリー・ジノヴィエフ議長の命令により捕らえられ、九日間に渡って尋問を受けた後秘密法廷にかけられた。マリノフスキーは尋問に対して、自分がスパイになったのはオフラーナから囮になれと脅迫されたためだと供述し、レーニンは自分の役割を知っていたはずだ、と情状酌量を訴えたが、レーニンは信頼を寄せていたマリノフスキーに騙されていたと知って激怒し、裁判時には「何という卑劣な奴だ!彼は本当に我々を騙しやがった。裏切り者め!あんな奴には銃殺だってもったいないくらいだ!」と呟いた。マリノフスキーは同年11月5日にクレムリン内の庭で銃殺隊によって処刑された。

## 評価および後世への影響
ドミトリー・ヴォルコゴーノフは、レーニンが"労働者"という言葉そのものに呪縛され、"労働者階級出身"と聞いただけで相手をすぐにすっかり信用したことがマリノフスキーの活動を成功させたと指摘している。
イギリスの歴史家サイモン・セバーグ・モンテフィオーリは、マリノフスキーがボリシェヴィキ内部へ成功裏に浸透したことがソビエト連邦指導者（特にヨシフ・スターリン）の偏執病を煽るのを助け、1930年代の大粛清を引き起こす大きな要因になったと述べている。